# Epicypta ferruginea
Epicypta ferruginea är en tvåvingeart som först beskrevs av Senior-white 1922.  Epicypta ferruginea ingår i släktet Epicypta och familjen svampmyggor.
Artens utbredningsområde är Sri Lanka. Inga underarter finns listade i Catalogue of Life.